# Kathedraal van Newcastle
De Sint-Nicolaaskathedraal (Engels: Saint Nicholas Cathedral of The Cathedral Church of St. Nicholas), simpelweg de kathedraal van Newcastle (Newcastle Cathedral), is een anglicaanse kathedraal in de Engelse stad Newcastle upon Tyne. Newcastle kent tevens een rooms-katholieke kathedraal.

## Geschiedenis
De kerk is gewijd aan Sint-Nicolaas en het eerste kerkje stond er al in 1091, totdat deze door brand werd verwoest in 1216. In de 14de eeuw (1359) werd er op dezelfde plaats een grotere kerk gebouwd. In 1862 werd deze kerk kathedraal en dat werd ingewijd door de koningin Victoria.
In de 17de eeuw (1640) werd de stad aangevallen door de Schotten en werd het interieur vernield. 